# Amadeo Roldán
Pour les articles homonymes, voir Roldán.
Amadeo Roldán y Gardes, né le 12 juillet 1900 à Paris 17e et mort le 7 mars 1939 à La Havane, est un compositeur et violoniste cubain.

## Biographie
Roldán est né à Paris d'un père espagnol et d'une mère métisse cubaine, Albertina Gardes. Celle-ci, étant pianiste, initia ses enfants à la musique. La sœur d'Amadeo, María Teresa devint ainsi mezzo-soprano et son frère Alberto violoncelliste.
Roldán s'en fut à Cuba en 1919, après avoir étudié le violon et la théorie musicale au Conservatoire de Madrid jusqu'en 1916. Il organisa des concerts en tant que premier violon et président du nouvel Orquesta Sinfonica de La Havane en 1922. Au milieu des années 1920, il fut nommé maître de concert de l'Orquesta Filarmonica de La Havane, poste qu'il occupera comme chef d'orchestre à partir de 1932. Il est à l'origine du quatuor à cordes Havana.
C'est durant cette période que Roldán, un des leaders du mouvement musical afro-cubain, écrit les premières pièces symphoniques intégrant des instruments de percussion afro-cubaine. La cinquième et sixième de ses Rítmicas (1930) comptent parmi les premières pièces de musique classique pour percussion seule.
L'œuvre la plus connue de Roldán est le ballet La Rebambaramba de 1928, décrit par un critique de l'époque comme « un musicorama multicolore… représentant une fiesta afro-cubaine dans un superbe écran de rythmes et mélodies Caraïbes, avec la participation d'une faune multiformes de percussions tribales, y compris un glissando polydental sur une mâchoire d'âne ».
Roldán est mort au sommet de son art, à 38 ans, d'un cancer du visage d'origine pulmonaire (il avait toujours été un fumeur invétéré). Sa carrière a suivi un chemin semblable à celle d'Alejandro García Caturla. Les deux hommes sont considérés comme des pionniers de l'art symphonique cubain moderne.

## Œuvres

### Orchestre
- Ouverture sur des thèmes cubains (1925)
- Poema negra (1930)
- Tres toques : Mars, rites, danse (1931)

### Percussions et orchestre
- Ritmicas (1930)

### Ballets
- La Rebambaramba (ballet colonial en deux parties, 1928)
- El Milagro de Anaquille (1929)

### Mélodies
- Trois petits poèmes : Oriente, Pregón, Fiesta negra (1926)
- En Motivos de son, huit pièces pour voix et instruments d'après Nicolas Guillen (1934)

### Piano
- Deux Piezas infantiles (1937), dernière composition de Roldán

Ses œuvres étaient régulièrement présentées en concert de la Pan-American Association of Composers, fondée par Henry Cowell, à partir de 1929,.